# Adèle Geras
Adèle Geras, född den 15 mars 1944 i Jerusalem, är en engelskspråkig författare som skrivit mer än nittio böcker för såväl barn, unga och äldre vuxna.

## Böcker utgivna på svenska
- 2003 – Ljus och skugga ISBN 91-37-12022-0[1]